# کیس کیس (بنگ بنگ)
کیس کیس (بنگ بنگ) (انگلیسی: Kiss Kiss (Bang Bang)) یک فیلم کمدی بریتانیایی است که در سال ۲۰۰۱ منتشر شد.

## بازیگران
- استلان اسکاشگورد
- کریس پن
- پل بتانی
- آلن کوردانر
- ژاکلین مک‌کنزی
- سیه‌نا گیلری
- مارتین مک‌کاچن
- بلیندا استوارت-ویلسون